# День нейтралитета Туркменистана
День нейтралитета Туркмении (туркм. Bitaraplyk baýramy) — второй по значимости национальный праздник Туркменистана. Эта дата отмечается в Туркменистане ежегодно 12 декабря.

## История и празднование
12 декабря 1995 года была принята Резолюция Генеральной Ассамблеи ООН № 50/80, в которой выражается надежда на то, что «статус постоянного нейтралитета Туркменистана будет содействовать укреплению мира и безопасности в регионе». В этой резолюции ООН «признаёт и поддерживает провозглашённую Туркменией статус постоянного нейтралитета». Подобный уникальный документ принят впервые в деятельности всего международного сообщества наций. Поддержка нейтралитета ООН — редкое явление в более чем полувековой истории этой международной организации. Резолюция ГА ООН призывает уважать и поддерживать нейтралитет Туркменистана. За её принятие на сессии ГА проголосовали 185 государств-членов мирового сообщества.
В «День нейтралитета Туркменистана» по всей центральноазиатской республике проходят массовые народные гулянья и праздничные концерты. В Ашхабаде проходят международные конференции. В 2012 году впервые страна просто отдыхала, все мероприятия, посвященные этой дате, состоялись в предыдущие дни. Ежегодно в честь праздника проводится амнистия заключённых.

## История
12 декабря 1995 года в Нью-Йорке в ходе заседания Генеральной Ассамблеи ООН все без исключения 185 стран, входивших на тот момент в эту организацию, проголосовали за принятие специальной Резолюции «Постоянный нейтралитет Туркменистана». Таким образом, нейтральный внешний курс, де-факто уже проводимый Туркменистана, получил международно признанный правовой статус. Спустя несколько дней уже в самом Туркменистана принятием Конституционного закона были осуществлены процедуры, придавшие данному решению мирового сообщества внутригосударственный статус. Тогда же день 12 декабря был учреждён в качестве государственного праздника. 
При этом, строго говоря, было бы неправильным считать, что туркменский нейтралитет «начался» 12 декабря 1995 года. Фактической точкой отсчёта можно назвать июль 1992 года, когда в Хельсинки на встрече в верхах Совещания по безопасности и сотрудничеству в Европе (нынешняя ОБСЕ) Туркменистан впервые провозгласил позитивный нейтралитет в качестве принципиального содержания своего внешнеполитического курса. Тогда же были обозначены и его основные характеристики — уважение суверенитета и территориальной целостности других стран, невмешательство в их внутренние дела, отказ от применения силы в межгосударственных отношениях, приоритет решений ООН в международных делах, укрепление добрососедства и сотрудничества со всеми странами.

Понадобилось, однако, три года неуклонного следования заявленным обязательствам, прежде, чем в марте 1995 года в Исламабаде в итоговой Декларации встречи на высшем уровне Организации экономического сотрудничества нейтральная внешняя политика Туркменистана получила своё первое официальное международное признание, пока что на региональном уровне. Потом была встреча глав государств и правительств стран-участниц Движения неприсоединения в колумбийском городе Картахен, поддержавшая туркменский нейтралитет. И, наконец, 12 декабря 1995 года в Нью-Йорке, на сессии Генеральной Ассамблеи ООН нейтралитет Туркменистана получил всеобщее признание. Показательно, что коспонсорами Резолюции ООН о туркменском нейтралитете выступили такие страны, как США, Россия, Иран, Пакистан, Турция, ряд других государств.